# E-Hentai
E-Hentai는 헨타이(일본의 포르노그래피 만화)에 초점이 맞춰진 이미지 호스팅과 파일 공유 웹사이트이다. 이 사이트가 호스팅하는 사용자 생성 이미지 갤러리는 주로 아니메, 망가, 그리고 비디오 게임에서 비롯한 팬아트, 망가와 동인지의 스캔본, 그리고 코스프레 사진 같은 것으로 구성된다. 자매 사이트 ExHentai는 E-Hentai에서 2010년에 분리되었고 특정한 사법권에서 비합법인 로리콘, 쇼타콘, 그리고 수간물 같은 것을 묘사하는 작업물을 호스팅한다.

## 역사
1999년 7월 1일, E-Hentai는 야후! 그룹으로서 런칭되었다. 그룹은 2001년에 .net 도메인으로 옮겼고 그것의 .net 도메인이 소멸되고 다른 단체에 의해 구매된 뒤 2005년에 지금의 .org 도메인으로 옮겼다. 2010년 3월 27일, E-Hentai는 광고주의 압박에 응하여, 미성년자 캐릭터(로리콘과 쇼타콘)와 수간을 묘사하는 그림을 더 이상 결코 호스팅할 수 없을 것이라고 공지했다. 이 콘텐츠를 포함하는 존재하는 갤러리들은 사이트에서 삭제되었고, 총계가 그 웹사이트의 15만 갤러리들 중의 거의 3만 개의 삭제에 달했다; 이 콘텐츠는 후일에 E-Hentai의 자매 사이트, ExHentai로 분할되었다. ExHentai에 접속하기는 존재하는 E-Hentai 계정을 요구한다; 계정이 없는 개인들에게, ExHentai는 울고 있는 판다의 일러스트와 함께 비어 있는 페이지로서 나타나고, 그 결과 사이트의 사용자들 사이에서 "슬픈 판다"라는 별명을 얻었다. 2019년 6월, 디지털 밀레니엄 저작권법을 위배하는 웹사이트를 목록에서 제거하는 그 회사의 정책에 대하여, 두 사이트들은 구글에서 제거되었다.
2019년 7월 26일, E-Hentai와 ExHentai는 그 당시에 사이트들의 서버들이 관리되던 "네덜란드의 최근의 입법적인 변화"에 응하여, 두 사이트들이 폐쇄될 것이라고 공지했다. Vice는 그 폐쇄가 디지털 플랫폼들이 사용자들이 올린 저작권을 위반하는 자료에 대하여 법적으로 책임이 있게 만드는 유럽 연합에 의해 2019년 6월에 채택된 유럽 연합 디지털 싱글 마켓 저작권 지침에 반응해서라고 추측했고, 재빨리 아동 포르노그래피를 삭제하지 않는 웹사이트들에게 더 가혹한 처벌들을 부과하는 네덜란드의 법무부 장관 페르디난드 그라퍼하우스(Ferdinand Grapperhaus)에 의한 2019년 7월의 제안과 마찬가지라고 추측했다. ExHentai는 폐쇄까지 24시간이 주어졌고, 이조치는 7월 27일에 ExHentai가 닫히기 전에 이미지 게시판 4chan의 유저들이 데이터를 백업하도록 만들었다. 2019년 8월 2일, ExHentai의 서버들이 몰도바로 이전한 뒤 재런칭되었다.

## 운영
E-Hentai와 ExHentai에 올라온 파일들은 일반적으로 불펌되고 그 원작자의 동의 또는 알고 있음이 없이 업로드된다. 그 사이트는 Tenboro라는 이름을 사용하는 익명의 중재자에 의해 소유되고 운영되고 광고 수익과 기부들의 조합을 통해 후원된다; 2009년, E-Hentai는 그것의 연간 호스팅비를 46,000$로 추산했고, 운영하는 비용들의 "절반 미만"을 기부들로 댔다. 2019년, Tenboro는 끊임없이 지속되는 힘줄 부상이 그들의 시기적절한 웹사이트 유지보수를 선보이는 능력을 제한했고 후계자 중재자를 지명하기나 그 웹사이트를 영구적인 아카이브로 보존하기 같은, 그것의 미래를 위한 옵션들을 그들은 고려하고 있다고 발언했다.

## 규모
집합적으로, E-Hentai와 ExHentai는 가장 큰 헨타이 망가 데이터베이스들 중 하나이며 십만 개 이상의 이미지 갤러리를 가지고 있다. 이 사이트는 일본어 헨타이 망가 원본과 중국어, 영어, 프랑스어, 독일어, 한국어, 포르투갈어, 러시아어, 스페인어, 그리고 타이어 같은 다양한 언어들로 번역된 스캔본을 호스팅한다. 그것의 인기가 최정점일 때, 상업적 웹 트래픽 회사 알렉사는 E-Hentai를 인터넷에서 264번째로 가장 유명한 웹사이트의 랭킹에 올렸다. 방송국들은 E-Hentai가 다른 물리적인 그리고 디지털 플랫폼들에 드물거나 비존재하는 작품을 위한 법적으로는 받아들여지지 않더라도 실질적인 아카이브로 기능한다고 언급해왔다; 그 사이트는 본질적으로 포르노그래피적이고 비포르노그래피적인 코믹마켓 한정 작품들 (동인) 그리고 절판된 아트북 같은 콘텐츠를 호스팅하고, Vice는 그 웹사이트를 "헨타이의 알렉산드리아 도서관  [sic]"이라고 부르고 있다. The Daily Dot은 E-Hentai를 "'오래된 인터넷'의 유물"이라고 묘사하고, 그것을 현대의 소셜 미디어보다 앞서 온 디지털 콘텐츠를 위한 틈새시장 포털들의 예시로서 언급했다.

## 같이 보기
- FAKKU!